# أولا نورمان

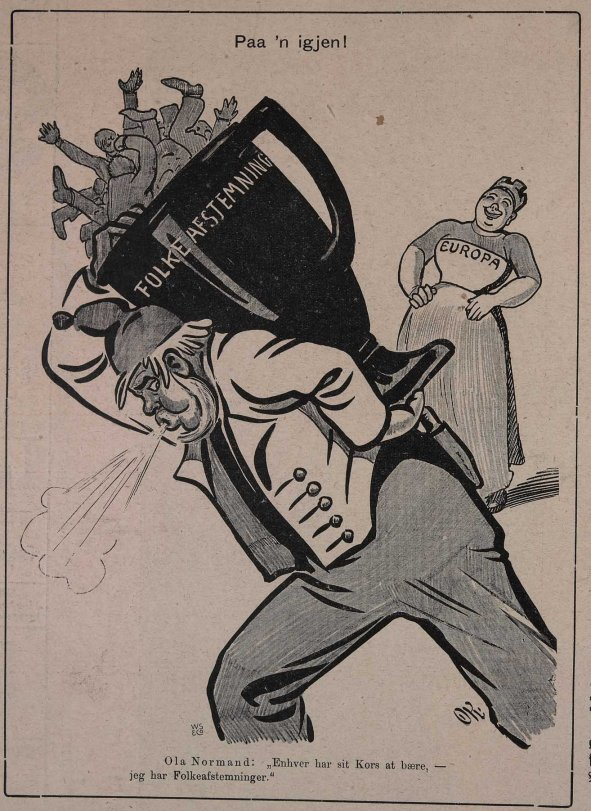
رسوم أولا نورمان شائعة جداً. وهذا الرسم من 1905 لرسام الكاريكاتير أولاف كروهن يوضح كيف كان على أولا نورمان حمل عبء استفتاءين (استفتاء حل الاتحاد النرويجي 1905 والاستفتاء الملكي النرويجي 1905) في سنة واحدة، بينما تقف أوروبا تراقب الموقف باستمتاع.

أُولا نورمان (بالنرويجية: Ola Nordmann) هو التجسيد الوطني للنرويجيين، سواء للأفراد أو الجماعات. ويُستخدم أيضاً على أنه اسم نائب (للإرشاد في ملء الاستمارات على سبيل المثال). النظير المؤنث هي كاري نورمان، ويُشار إليهما مجتمعَين بــ أولا وكاري نورمان.